# Toni Villa
Toni Villa (Lorquí, 1995. január 7. –) spanyol labdarúgó, az Eibar csatára.

## Pályafutása
Villa a spanyolországi Lorquí községben született. Az ifjúsági pályafutását a Valladolid akadémiájánál kezdte.
2014-ben mutatkozott be a Valladolid tartalékkeretében. 2016-ban a Cultural Leonesához, majd 2017-ben a másodosztályban szereplő Valladolidhoz igazolt. A 2017–18-as szezonban feljutottak az első osztályba. 2022. szeptember 1-jén hároméves szerződést kötött a Girona együttesével. Először a 2022. szeptember 3-ai, Mallorca ellen 1–1-es döntetlennel zárult mérkőzés 65. percében, Reinier Jesus cseréjeként lépett pályára. Első gólját 2023. január 7-én, az Espanyol ellen idegenben 2–2-es döntetlennel végződő találkozón szerezte meg. 2024. augusztus 27-én az Eibar szerződtette.

## Statisztikák
2024. május 14. szerint
| Klub       | Szezon   | Osztály          | Bajnokság | Bajnokság | Kupa és Ligakupa | Kupa és Ligakupa | Nemzetközi | Nemzetközi | Összesen | Összesen |
| Klub       | Szezon   | Osztály          | Meccs     | Gól       | Meccs            | Gól              | Meccs      | Gól        | Meccs    | Gól      |
| ---------- | -------- | ---------------- | --------- | --------- | ---------------- | ---------------- | ---------- | ---------- | -------- | -------- |
| Valladolid | 2017–18  | Segunda División | 34        | 2         | 4                | 0                | —          | —          | 38       | 2        |
| Valladolid | 2018–19  | La Liga          | 26        | 2         | 0                | 0                | —          | —          | 26       | 2        |
| Valladolid | 2019–20  | La Liga          | 23        | 0         | 1                | 0                | —          | —          | 24       | 0        |
| Valladolid | 2020–21  | La Liga          | 21        | 2         | 4                | 3                | —          | —          | 25       | 5        |
| Valladolid | 2021–22  | Segunda División | 37        | 5         | 3                | 0                | —          | —          | 40       | 5        |
| Valladolid | 2022–23  | La Liga          | 2         | 0         | 0                | 0                | —          | —          | 2        | 0        |
| Girona     | 2022–23  | La Liga          | 24        | 1         | 2                | 0                | —          | —          | 26       | 1        |
| Girona     | 2023–24  | La Liga          | 2         | 0         | 0                | 0                | —          | —          | 2        | 0        |
| Összesen   | Összesen | Összesen         | 169       | 12        | 14               | 3                | 0          | 0          | 183      | 15       |

## Sikerei, díjai
Real Valladolid
- Segunda División
  - Feljutó (1): 2017–18, 2021–22